# Rocher de Brighton
Rocher de Brighton (Brighton Rock) est un roman noir de Graham Greene, publié en 1938. 
Le roman a été adapté à deux reprises au cinéma : en 1947 par John Boulting et en 2011 par Rowan Joffé.

## Éditions françaises
- Robert Laffont, traduit par Marcelle Sibon,
  - Collection « Pavillons », 1947 ;
  - Collection « Pourpre » 1952 ;
  - dans Graham Greene. Œuvres choisies, vol. 2, 1965 ;
  - dans Œuvres complètes, 1975 ;
  - Collection « Pavillon poche », 2009 ;
- Fayard
  - Collection « Le Livre de demain » no 39, 1953 ;
- Club du livre français
  - Collection « Romans » no 304, 1965 ;
- Le Livre de poche
  - no 661-662, 1961, réédition 1982 ;
- Éditions Rencontre, Lausanne
  - Collection « Les Romans de Graham Greene » no 7, 1965 ;
- 10/18
  - Collection « Domaine étranger » no 3461, 2002  (ISBN 2-264-03392-4).

## Honneurs
Le Rocher de Brighton occupe la 46e place au classement des cent meilleurs romans policiers de tous les temps établie en 1990 par la Crime Writers' Association.
Le Rocher de Brighton occupe également la 69e place au classement américain des cent meilleurs livres policiers établi en 1995 par l'association des Mystery Writers of America.

## Adaptations cinématographiques
- 1947 : Le Gang des tueurs (Brighton Rock), film britannique réalisé par John Boulting, avec Richard Attenborough, Hermione Baddeley et William Hartnell
- 2011 : Brighton Rock, film britannique réalisé par Rowan Joffé, avec Sam Riley, Andrea Riseborough et Helen Mirren